# Бокситова копальня на Реннелі
Бокситова копальня на Реннелі — гірничодобувний майданчик у Меланезії, в державі Соломонові острови.
Ліцензію на розробку покладів руди, виявлених у західній частині острова Реннел (піднятий атол у південно-східній частині архіпелагу), отримала Asia Pacific Investment Development Ltd (APID). Роботи почались у 2013-му, при цьому ними безпосередньо опікувалась компанія Bintang Mining Solomon Islands (BMSI).
Оскільки руда залягає у приповерхневих пластах, використовували відкритий метод розробки. Руду доправляли до узбережжя, де перевантажували на баржі (як засвідчує фотографія в одній зі статей, це могли робити за допомогою екскаваторів). Далі відбувалось перевантаження породи з барж на рудовози, що стояли на рейді в зоні з достатніми глибинами. Всього станом на кінець 2020-го з початку розробки завантажили більш як сотню суден.
Роботи супроводжувались кількома екологічними інцидентами. У лютому 2019-го під час циклону «Ома» балкер MV Solomon Trader, який прибув для завантаження бокситами, сів на риф Конгобайніу (Kongobainiu), що призвело до витоку в море від 70 до 300 тонн нафти. За кілька місяців по тому затонула баржа, яка доправляла на рудовоз 5 тисяч тонн бокситів.
З плином часу на Реннелі виникло невдоволення діяльністю APID, що призвело до скасування в 2021-му гірничої ліцензії. Частину ділянок для розробки виділив урядовець за підробними документами (за що чиновника оштрафували на кілька сотень доларів), крім того, компанія затримувала виплати на користь місцевих мешканців — у підсумку третину суднових партій відправили без виконання зобов'язань перед острів'янами.
У 2021-му мешканці Реннела відхилили пропозицію надати гірничу ліцензію компанії Nickel Exploration SI (NESI), оскільки припускали, що за нею стоять ті самі власники — NESI мала тих саме директорів, що й BMSI.